# Rio Mau (Vila Verde)
Rio Mau é uma povoação portuguesa do Município de Vila Verde, no Distrito de Braga, que foi sede da extinta Freguesia de Rio Mau, freguesia que tinha 3,72 km² de área e 667 habitantes (2011), e, por isso, uma densidade populacional de 179,3 hab/km².
A Freguesia de Rio Mau foi extinta (agregada), no âmbito de uma reforma administrativa nacional de 2013, tendo o seu território sido agregado ao das Freguesias de Duas Igrejas, de Goães, de Godinhaços, de Pedregais, de Azões e de Portela das Cabras, para criar uma nova freguesia  denominada União das Freguesias da Ribeira do Neiva.

## População
| População da freguesia de Rio Mau | População da freguesia de Rio Mau | População da freguesia de Rio Mau | População da freguesia de Rio Mau | População da freguesia de Rio Mau | População da freguesia de Rio Mau | População da freguesia de Rio Mau | População da freguesia de Rio Mau | População da freguesia de Rio Mau | População da freguesia de Rio Mau | População da freguesia de Rio Mau | População da freguesia de Rio Mau | População da freguesia de Rio Mau | População da freguesia de Rio Mau | População da freguesia de Rio Mau |
| --------------------------------- | --------------------------------- | --------------------------------- | --------------------------------- | --------------------------------- | --------------------------------- | --------------------------------- | --------------------------------- | --------------------------------- | --------------------------------- | --------------------------------- | --------------------------------- | --------------------------------- | --------------------------------- | --------------------------------- |
| 1864                              | 1878                              | 1890                              | 1900                              | 1911                              | 1920                              | 1930                              | 1940                              | 1950                              | 1960                              | 1970                              | 1981                              | 1991                              | 2001                              | 2011                              |
| 604                               | 630                               | 504                               | 625                               | 709                               | 681                               | 769                               | 830                               | 793                               | 824                               | 813                               | 955                               | 790                               | 738                               | 667                               |

## História
Pertenceu ao concelho de Penela do Minho e quando este foi extinto por decreto de 24 de Outubro de 1855, passou para o concelho (atual município) de Vila Verde.
Embora esta freguesia integre uma nova unidade territorial, a União de Freguesias da Ribeira do Neiva, não foi extinta, já que o “regime jurídico da reorganização administrativa territorial autárquica”, aprovado pela Lei n.º 22/2012, de 30 de Maio, estabelece no nº. 3 do Art. 9º,  o seguinte: "A agregação das freguesias não põe em causa o interesse da preservação da identidade cultural e histórica, incluindo a manutenção dos símbolos das anteriores freguesias", preservando, assim, a sua manutenção, bem como dos seus símbolos.

## Lugares
- Ângulo Quarenta, Aveleira, Barral, Barreiro, Cabo, Carreiro, Castelo, Ermida, Feira, Feira Nova, Igreja, Lameirinhas, Moega, Monte da Feira, Mourão, Paço, Pedreira, Pinheiro de Baixo, Pinheiro de Cima, Residência, Ribadal, Rio Mau, Sernades, Sins, Sobrado, Vinhal e Viso.